# Anton Jongsma
Anton Jongsma (Utrecht, 13 gennaio 1983) è un ex calciatore olandese, di ruolo centrocampista.